# Sega (genre)
Sega is een van de belangrijkste muziekgenres van Mauritius, Réunion en de Seychellen. Het genre kwam voort uit de traditionele volksmuziek van Mauritius en Réunion met invloeden van Europese dansmuziek zoals polka of quadrille. Sega is eveneens een populair genre op de Agalega-eilanden en Rodrigues. Moderne versies van de muziek worden vaak gemengd met andere genres zoals reggae of jazz.

## Oorsprong
Sega is in de 18e eeuw ontstaan op de eilanden in de westelijke Indische Oceaan, als een mengeling van Europese en Afrikaanse cultuur. Traditionele instrumenten zijn de ratels kajamba of maravanne, de trommel ravanne, de triangel en de muziekboog bobre. Oorspronkelijk was het geïmproviseerde muziek die sterke, emotionele elementen gebruikt om het lijden van een tot slaaf gemaakte bevolking tot uitdrukking te brengen. Het werd ook gebruikt als begrafenismuziek en voor de traditionele duiveluitdrijving. Sega wordt vaak beschouwd als typisch Mauritiaans.

## Moderne vormen
Hoewel het voornamelijk Réunionese en Mauritiaanse muziek betreft, wordt Sega-muziek nu ook verspreid in de Seychellen, de Comoren, Mayotte, Rodrigues en delen van de kust van Madagaskar.
Seggae is een combinatie van Sega en reggae, een Jamaicaanse muziekstijl die bekend is in de regio van herkomst van de Sega. Enkele bekende Seggae-muzikanten zijn Ras Natty Baby en Sonny Morgan, evenals de overleden zanger Kaya.